# Con te (Sergio Sylvestre)
Con te è un singolo del cantante statunitense Sergio Sylvestre, il primo estratto dal primo album in studio Sergio Sylvestre e pubblicato il 9 febbraio 2017.

## Descrizione
Terza traccia dell'album, il brano è stato scritto da Giorgia Todrani, Stefano Maiuolo e dallo stesso Sylvestre, che lo ha presentato per la prima volta dal vivo al Festival di Sanremo 2017, classificandosi sesto al termine della manifestazione.

## Video musicale
Il video è stato diretto da Gaetano Morbioli ed è stato girato all'interno della biblioteca capitolare e nel Lazzaretto di Verona.

## Tracce
Testi di Giorgia Todrani, musiche di Sergiofeld Sylvestre e Stefano Maiuolo.
1. Con te – 3:33

## Formazione
- Sergio Sylvestre – voce
- Riccardo "Deepa" Di Paola – arrangiamenti, pianoforte, Fender Rhodes, synth
- Enrico Brun – pianoforte, synth
- Lucio Enrico Fasino – basso elettrico
- Andrea Polidori – batteria
- Gianfranco Manilardi – batteria aggiuntiva
- FVG Gospel Choir – cori

## Classifiche
| Classifica (2017) | Posizione massima |
| ----------------- | ----------------- |
| Italia            | 13                |